# Сарпсборг
Са̀рпсборг (на норвежки: Sarpsborg, произношение [ˈsɑrps.bɔrg]) е град и едноименна община в Южна Норвегия. Разположен е на брега на Северно море във фиорда Ослофьор около устието на река Глома, фюлке Йостфол на около 85 km южно от столицата Осло. Основан е през 1016 г. Има жп гара и пристанище. Население от 52 150 жители според данни от преброяването към 1 януари 2010 г. В статистическите данни за Норвегия образуват заедно със съседния град-сателит Фредрикста населено място с население от 100 500 жители.

## Спорт
Представителният футболен отбор на града носи името Сарпсборг 08 ФФ. Играл е в най-горните две нива на норвежкия футбол.

## Побратимени градове
- Сьодертеле, Швеция
- Форса, Финландия